# TeenNick
TeenNick este un canal american de televiziune cu plată, deținut de Nickelodeon Group, o unitate a diviziei Paramount Media Networks din Paramount Global. Adresat în principal adolescenților cu vârste cuprinse între 13 și 19 ani, canalul prezintă în principal serii secundare de serii produse de Nickelodeon și speciale, filme de lungmetraj și programe dobândite inițial destinate adolescenților pre-adolescenți și tinerilor.
Canalul a fost inițial cunoscut sub numele de TEENick din 4 martie 2001 (când s-a lansat inițial ca un bloc de programe pe Nickelodeon) până la 1 februarie 2009 și The N de la 1 aprilie 2002, când inițial a fost lansat ca un canal împărțit cu Noggin. (acum Nick Jr.) până la 28 septembrie 2009. Numele TeenNick a fost preluat de la fostul bloc de programe „TEENick”, care a difuzat pe canalul părinte Nickelodeon din 2001 până în 2009.
În februarie 2015, TeenNick este disponibil pentru aproximativ 72,3 milioane gospodării de televiziune cu plată (62,1% din gospodăriile cu televizor) din Statele Unite.

## Legături externe
- Site web oficial